# Windows HPC Server 2008
Windows HPC Server 2008, mis sur le marché par Microsoft le 22 septembre 2008, est le produit successeur de Windows Compute Cluster Server 2003. Comme ce dernier, Windows HPC Server 2008 est conçu pour les applications de haute performance qui requiert des grappes de serveurs. HPC signifie High Performance Computing, l'anglais pour «calcul à haute performance». Cette version du logiciel prétend être capable d'utiliser efficacement des milliers de cœurs. Il possède des caractéristiques uniques au HPC : un nouveau NetworkDirect RDMA haute-vitesse, des outils de gestion de grappes hautement efficace, un planificateur basé sur une architecture orientée service, une bibliothèque MPI basée sur le projet open source MPICH2 et une interopérabilité entre les grappes grâce à des standards tel que la spécification High Performance Computing Basic Profile (HPCBP) produite par l'organisation Open Grid Forum (OGF).
En juin 2008, un système produit en collaboration avec la National Center for Supercomputing Applications (NCSA) et Microsoft on atteint le 23e rang sur la liste TOP500, qui est le classement des superordinateurs les plus rapides au monde, avec un score LINPACK de 68,5 téraflops. Le superordinateur NCSA utilise Windows Server HPC et Red Hat Enterprise Linux 4. Au mois de novembre 2011, le classement descend à 253.
Dans le classement de novembre 2008 publié par TOP500, un système Windows HPC construit par le Shanghai Supercomputer Center a atteint une performance de 180,6 téraflops et atteint le classement #11 dans la liste. Au mois de novembre 2011, Windows HPC a une part de marché de 0,2% (1 sur les 500) des 500 superordinateurs les plus puissants, avec à peu près 0,2% des gigaflops totaux, avec Linux qui domine le classement avec 91,4% et Unix en seconde place avec 6%. Les deux autres systèmes dans le top 100 qui peuvent fonctionner avec Windows HPC le font seulement une partie du temps,.
Dans le classement de novembre 2015, la famille des systèmes d'exploitation Windows n'est plus représenté.

## Windows HPC Server 2008 R2
Windows HPC Server 2008 R2, basé sur Windows Server 2008 R2, a été mis sur le marché le 20 septembre 2010.

## Windows HPC Pack
Après Windows HPC Server 2008 R2, Microsoft met sur le marché HPC Pack 2008 R2 en quatre variantes: Express, Enterprise, Workstation et Cycle Harvesting. Plus tard l'entreprise simplifie l'offre en publiant HPC Pack 2012 qui combine les capacités des quatre variantes du HPC Pack 2008 R2. HPC Pack 2012 peut être installé sur n'importe quel serveur roulant sur Windows Server 2012, édition Standard ou Datacenter.